# Firestone Firehawk 500 2001
Firestone Firehawk 500 var ett race som var den femte deltävlingen i CART World Series 2001. Racet kördes den 19 maj på Twin Ring Motegi i Japan, över 201 varv. Kenny Bräck tog sin första seger i CART, och gick med det upp i mästerskapsledning.

## Slutresultat
| Plats | Förare               | Team                     | Grid | Kvaltid |
| ----- | -------------------- | ------------------------ | ---- | ------- |
| 1     | Kenny Bräck          | Team Rahal               | 6    | 26,044  |
| 2     | Hélio Castroneves    | Marlboro Team Penske     | 1    | 25,849  |
| 3     | Tony Kanaan          | Mo Nunn Racing           | 4    | 26,022  |
| 4     | Christian Fittipaldi | Newman/Haas Racing       | 14   | 26,366  |
| 5     | Jimmy Vasser         | Patrick Racing           | 21   | 26,600  |
| 6     | Max Papis            | Team Rahal               | 17   | 26,452  |
| 7     | Alex Zanardi         | Mo Nunn Racing           | 8    | 26,088  |
| 8     | Shinji Nakano        | Fernández Racing         | 13   | 26,280  |
| 9     | Scott Dixon          | PacWest Racing           | 20   | 26,587  |
| 10    | Roberto Moreno       | Patrick Racing           | 23   | 26,800  |
| 11    | Michel Jourdain Jr.  | Herdez Bettenhausen      | 7    | 26,057  |
| 12    | Maurício Gugelmin    | PacWest Racing           | 25   | 26,860  |
| 13    | Gil de Ferran        | Marlboro Team Penske     | 3    | 25,993  |
| 14    | Oriol Servià         | Sigma Autosport          | 18   | 26,528  |
| 15    | Nicolas Minassian    | Chip Ganassi Racing      | 15   | 26,378  |
| 16    | Adrián Fernández     | Fernández Racing         | 9    | 26,097  |
| 17    | Dario Franchitti     | Team KOOL Green          | 2    | 25,991  |
| 18    | Paul Tracy           | Team KOOL Green          | 16   | 26,432  |
| 19    | Patrick Carpentier   | Forsythe Racing          | 10   | 26,147  |
| 20    | Tora Takagi          | Walker Racing            | 24   | 26,840  |
| 21    | Bryan Herta          | Zakspeed/Forsythe Racing | 22   | 26,786  |
| 22    | Alex Tagliani        | Forsythe Racing          | 19   | 26,530  |
| 23    | Michael Andretti     | Team Motorola            | 11   | 26,215  |
| 24    | Bruno Junqueira      | Chip Ganassi Racing      | 5    | 26,035  |
| 25    | Cristiano da Matta   | Newman/Haas Racing       | 12   | 26,274  |